# 萩原恭平
萩原 恭平（はぎわら きょうへい、1898年11月19日 -1969年7月13日 ）は、日本の言語学者。ロンドン大学客員教授、早稲田大学教育学部英語英文学科教授等を歴任した。稲村松雄、竹沢啓一郎との共著『Jack and Betty』は発行部数4,000万部を超えるベストセラーとなり、戦後日本の中・高等教育課程における代表的な英語教科書となった。埼玉県上里町出身。墓所は寛永寺第3霊園。

## 人物
埼玉県児玉郡賀美村（現：上里町）大字黛にて出生。旧制高崎中学校を経て早稲田大学高等師範部卒業。千葉県立大多喜中学校教諭、東京府立第五中学校教諭、早大高師部講師等を経て1935年に早大教授に就任。同校を1969年に定年退職するまでの間に、1938年に渡英しロンドン大学で客員教授を務め、1960年代に跡見学園女子大学で客員教授を務めた際には同大学英文科開設に尽力した。また教員としての職務の傍ら『英語青年』、『カレント・オブ・ザ・ワールド』の編集を担当した。
1969年7月13日、心筋梗塞により東京都台東区の自宅にて死去。

## 主な著書

### 共著
- 『HIGH SCHOOL ENGLSH, STEP BY STEP』（開隆堂出版、1949年）
- 『JACK AND BETTY, STEP BY STEP』（開隆堂出版、1948年）

### 単著
- 『英語ニューハンドブック』（研究社出版、1967年）
- 『和英活用辞典』（学習研究社、1961年）
- 『英語の基礎―発音・解訳・文法・練習』（創文館、1950年）
- 『英通社英和小辞典』（英語通信社、1949年）
- 『Hagiwara's English grammar』（明治書院 1939年）